# Aviv Nevo
Aviv (Vivi) Nevo (n. 1961, București, România) este un om de afaceri israelo-american  originar din România.
El este principal deținător individual de acțiuni al companiei Time Warner.
Copil unic la părinți, născut la București, el a emigrat cu familia în Israel și a copilărit la Tel Aviv.Tatăl său a lucrat ca inginer chimist și om de afaceri și a fost proprietarul unei companii chimice. iar mama sa ca medic anestezist. După decesul părinților săi, Nevo a primit , după unele informații, o moștenire de 10 milioane de dolari, care l-a ajutat să se lanseze, la rândul său, în afaceri.
Se presupune că fondul său de capital de risc „NV Investments” a investit în companii tehnologice din numeroase țări și ar fi principalul susținător al companiei Weinstein.  
Între anii 2008-2010 Nevo a fost logodit cu actrița chineză de cinema Zhang Ziyi.